# Jean-Marie Cambacérès
 (février 2025).
Si vous disposez d'ouvrages ou d'articles de référence ou si vous connaissez des sites web de qualité traitant du thème abordé ici, merci de compléter l'article en donnant les références utiles à sa vérifiabilité et en les liant à la section « Notes et références ».
 (avril 2012).
Pour les articles homonymes, voir Cambacérès (homonymie).
Jean-Marie Cambacérès, né le 5 juin 1949 à Nîmes (Gard), est un homme d'affaires et homme politique français, spécialiste de l’Asie.

## Biographie

### Enfance et formation
Il est né le 5 juin 1949 à Nîmes.
Fils de Jacques Cambacérès, viticulteur et président de la cave coopérative de Lecques, et de Jacqueline Sauvaire, institutrice, Jean-Marie Cambacérès est l'aîné de quatre enfants, lui-même, Denys, Marie-Claude et Élizabeth.
Il a étudié à l'ENA (classé 71e sur 117 de sa promotion),.

### Carrière
Depuis 1984, il est membre du Grand Orient de France.
Entre 1988 et 1993, il est député de la IXe législature du Gard.
En 1993, il fonde l'association France-Asie dans le but de faire connaître les pays d'Asie aux entreprises françaises et réciproquement.
En 2014, il préside Démocratie 2012 (Association de soutien à François Hollande). Dans ce cadre, il est chargé, selon Le Parisien, de porter « la bonne parole parmi les loges franc-maçonnes » et surtout auprès des professions libérales,.
En 2016, il est membre du Conseil économique, social et environnemental (CESE),.
Il est membre du jury du prix Edgar-Faure.
Depuis 2025, il appartient à l'Académie de Saint-Gilles.

### Vie de famille
Il s'est marié en 1992 avec la princesse Nanda-Dévi Norodom (petite-fille du roi Norodom Sihanouk du Cambodge). Ils ont eu une fille : Jayadévi.

## Ouvrages
- Sihanouk, le roi insubmersible, février 2013 aux éditions du Cherche midi
- Dans les coulisses des voyages présidentiels (du général de Gaulle à François Hollande), en février 2015 aux éditions du Cherche midi

## Décorations
- Chevalier de l'ordre des Arts et des Lettres (1987)
- Officier de l'ordre des Arts et des Lettres (2014)[16].
- Chevalier de la Légion d'honneur (1999)
- Officier de la Légion d'honneur (2008).
- Commandeur de l'ordre royal du Cambodge (2008).
- Médaille des services militaires volontaires, bronze (2009).
- Chevalier de l'ordre des Palmes académiques (2014).